# Comté de Nevada (Californie)
Pour les articles homonymes, voir Comté de Nevada.
Le comté de Nevada (en anglais : Nevada County) est un comté de l'État de Californie, aux États-Unis. Lors du recensement de 2020, sa population s'élève à 102 241 habitants. Son siège est Nevada City.

## Histoire
Le comté de Nevada est établi le 25 avril 1851 avec une partie du comté de Yuba.
Le comté est nommé d'après Nevada City, son siège, un nom dérivé des montages de la Sierra Nevada. Le mot nevada signifie en espagnol « enneigé ».

## Géographie
D'après le Bureau du recensement des États-Unis (USCB), le comté a une surface totale de 2 524 km2 (974 mi2) dont 2 480 km2 (958 mi2) sont des terres et 44 km2 (17 mi2) de l'eau (1,73 %).
La partie occidentale du comté est constituée de fleuves qui forment ses limites naturelles avec les comtés adjacents. À la constitution du comté en 1851, afin de permettre l'accès au chemin de fer transcontinental de l'Union Pacific, un territoire rectangulaire est compris à l'est, incluant la ville de Truckee, desservie par le California Zephyr d'Amtrak, non loin de la frontière avec l'État voisin du Nevada.

### Comtés adjacents
|               | Comté de Sierra |                          |
| Comté de Yuba | Nevada          | Comté de Washoe (Nevada) |
|               | Comté de Placer |                          |

### Infrastructures et services de transport

#### Autoroutes majeures
- Interstate 80
- California State Route 20
- California State Route 49
- California State Route 89
- California State Route 174

#### Transports publics
- Gold Country Stage service de bus de Grass Valley, Nevada City, Cedar Ridge et Colfax. Une correspondance est possible entre Grass Valley et Auburn.
- Tahoe Area Rapid Transit, opérant dans le Comté de Placer, est connecté à Truckee avec le lac Tahoe l'État du Nevada. Truckee a aussi son propre service de bus.
- Greyhound et Amtrak s'arrête à Truckee et Colfax.

#### Aéroport
Nevada County Air Park situé à l'est de Grass Valley.

### Communautés incorporées et CDP

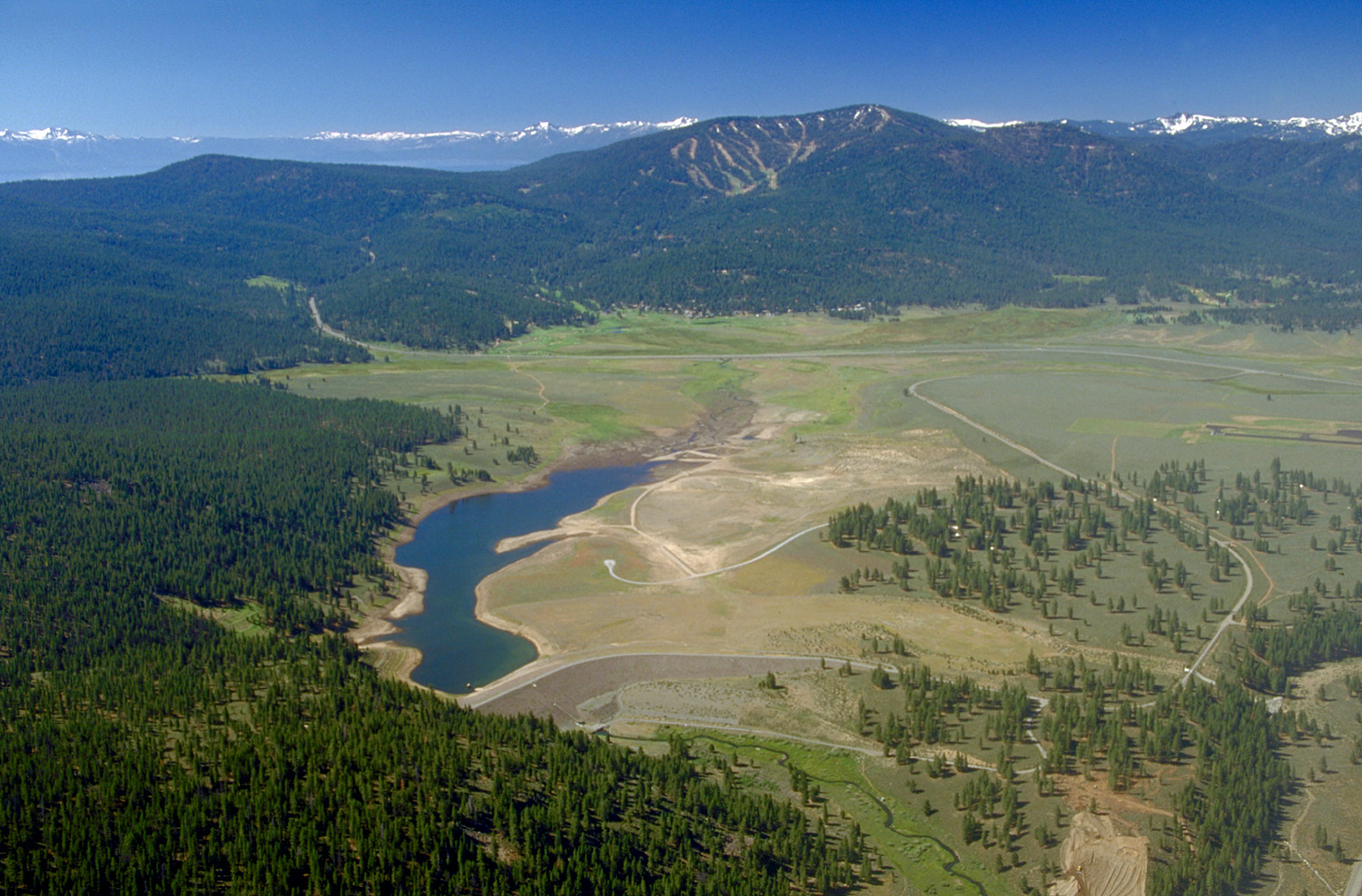
Martis Creek Lake et Dam au bord sud du Comté de Nevada près de Truckee. À son niveau maximum le lac s'étend jusqu'au Comté de Placer vers le sud.

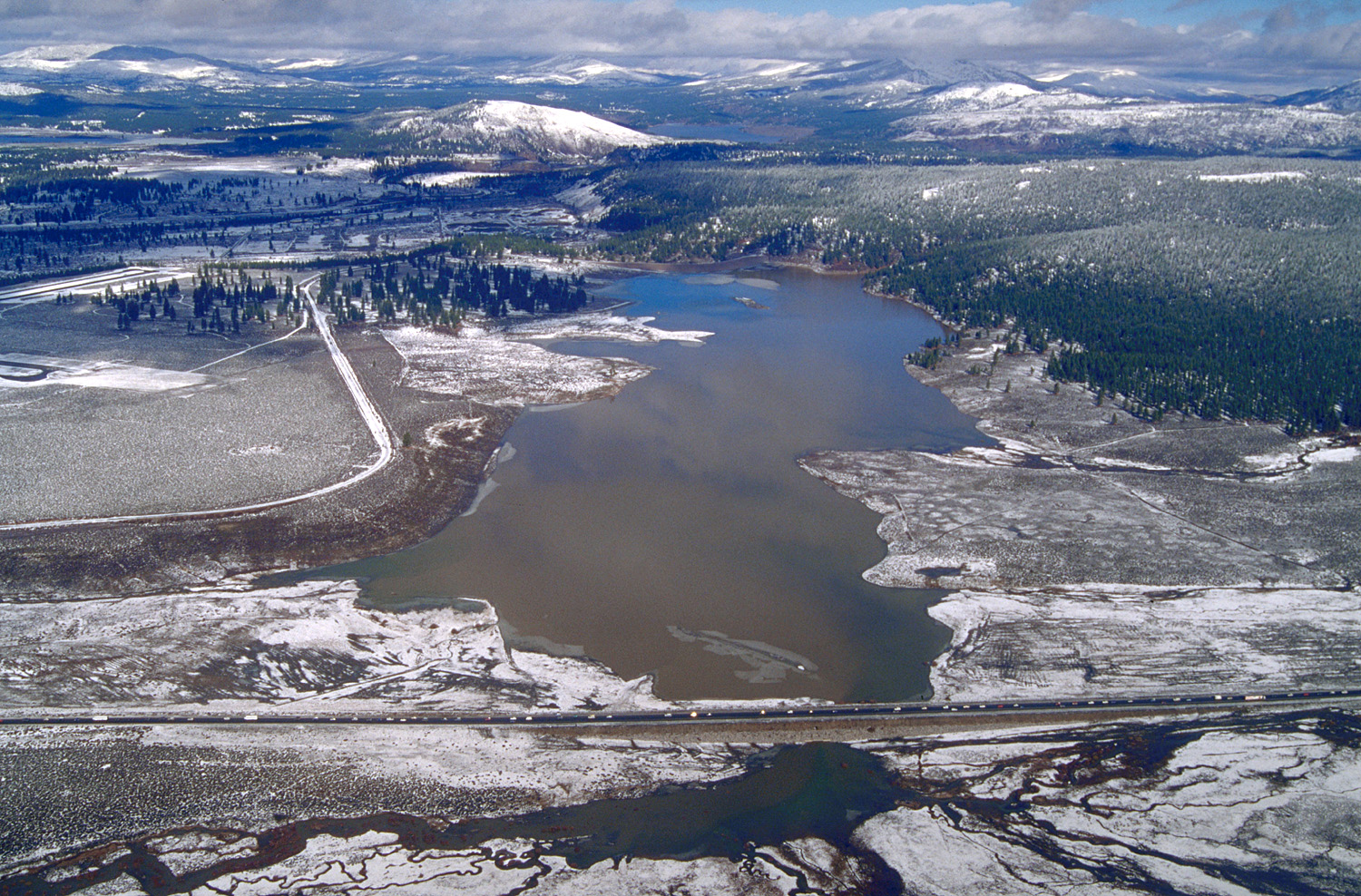
Martis Creek Lake et Dam dans le Comté de Nevada. Cette photo a été prise depuis le comté de Placer, regardant au nord vers le Comté de Nevada.

#### Communautés incorporées
- Grass Valley
- Nevada City (siège du comté)
- Truckee

### Localités
- Alta Sierra
- Floriston
- Graniteville
- Kingvale
- Lake of the Pines
- Lake Wildwood
- North San Juan
- Penn Valley
- Rough and Ready
- Soda Springs
- Washington

## Démographie
| Groupe                           | Comté de Nevada | Californie | États-Unis |
| -------------------------------- | --------------- | ---------- | ---------- |
| Blancs                           | 91,4            | 57,6       | 72,4       |
| Métis                            | 3,2             | 4,9        | 2,9        |
| Autres                           | 2,6             | 17,0       | 6,2        |
| Asiatiques                       | 1,2             | 13,1       | 4,8        |
| Amérindiens                      | 1,1             | 1,0        | 0,9        |
| Afro-Américains                  | 0,4             | 6,2        | 12,6       |
| Océaniens                        | 0,2             | 0,4        | 0,2        |
| Total                            | 100             | 100        | 100        |
|                                  |                 |            |            |
| Hispaniques et Latino-Américains | 8,5             | 37,6       | 16,7       |

Selon l'American Community Survey, pour la période 2011-2015, 91,26 % de la population âgée de plus de 5 ans déclare parler anglais à la maison, alors que 5,14 % déclare parler l'espagnol, 0,67 % l'allemand, 0,54 % le français et 2,39 % une autre langue.
En 2010, sur les 36 894 ménages, 28,70 % ont un enfant de moins de 18 ans, 57,60 % sont des couples mariés, 8,80 % n'ont pas de maris présents, et 29,70 % ne sont pas des familles. 22,8 % de ces ménages sont faits d'une personne dont 9,8 % d'une personne de 65 ans ou plus.
| Tranches d'âge  | %     |
| --------------- | ----- |
| moins de 18 ans | 23,10 |
| de 18 à 24 ans  | 6,10  |
| de 25 à 44 ans  | 24,10 |
| de 45 à 64 ans  | 29,30 |
| 65 ans ou plus  | 17,40 |

L'âge moyen de la population est de 43 ans. Pour 100 femmes il y 98,30 hommes. Pour 100 femmes de 18 ou plus, il y a 94,70 hommes.
Le revenu moyen d'un ménage est de 45 864 $, et celui d'une famille de 52 697 $. Les hommes ont un revenu moyen de 40 742 $ contre 27 173 $ pour les femmes. Le revenu moyen par tête est de 24 007 $. Près de 5,50 % des familles et 8,10 % de la population vit en dessous du seuil de pauvreté, dont 9,50 % de ceux en dessous de 18 ans et 4,90 % de ceux de 65 et plus.
| 1860   | 1870   | 1880   | 1890   | 1900   | 1910   |
| ------ | ------ | ------ | ------ | ------ | ------ |
| 16 446 | 19 134 | 20 823 | 17 369 | 17 789 | 14 955 |

| 1920   | 1930   | 1940   | 1950   | 1960   | 1970   |
| ------ | ------ | ------ | ------ | ------ | ------ |
| 10 850 | 10 596 | 19 283 | 19 888 | 20 911 | 26 346 |

| 1980   | 1990   | 2000   | 2010   | 2020    | - |
| ------ | ------ | ------ | ------ | ------- | - |
| 51 645 | 78 510 | 92 033 | 98 764 | 102 241 | - |